# Rodney McKay
Rodney McKay és un personatge de ficció de la sèrie Stargate Atlantis, interpretat per l'actor David Hewlett.
El doctor McKay és un brillant astrofísic i un dels més destacats experts mundials en l'Stargate. McKay es va sumar a l'expedició de la Dr. Elizabeth Weir per a trobar la ciutat pèrduda d'Atlantis en la galàxia Pegasus. Una vegada allí es va incorporar com membre de l'equip del Major Sheppard per a reconèixer i explorar altres mons.
Abans de formar part de l'expedició Atlantis, McKay havia treballat prèviament en l'Àrea 51, una instal·lació secreta de les forces aèries dels EUA, on investigava assumptes relacionat amb l'Stargate i els artefactes que venien d'altres planetes. En este temps va conèixer Samantha Carter integrant del SG-1, amb la qual rivalitza per vore qui és el més intel·ligent, però que en el fons respecta. Finalment, després que el SG-1 descobrís la base de l'Antics en l'Antàrtida, va ser recol·locat allí, per descobrir la forma d'arribar a la ciutat pèrduda dels Antics.
Rodney té una germana, Jeannie, que està casada i té una filla. Els dos van estar separats per molts anys, no obstant això, es tornaren a retrobar quan Jeannie va fer un gran descobriment que podria ajudar a l'expedició Atlantis.